# Draconarius latidens
Draconarius latidens là một loài nhện trong họ Amaurobiidae.
Loài này thuộc chi Draconarius. Draconarius latidens được Jia-Fu Wang & Peter Jäger miêu tả năm 2008.